# Cubocephalus crassivalvus
Cubocephalus crassivalvus là một loài tò vò trong họ Ichneumonidae.